# Cressé
Cressé är en kommun i departementet Charente-Maritime i regionen Nouvelle-Aquitaine i västra Frankrike. Kommunen ligger  i kantonen Matha som ligger i arrondissementet Saint-Jean-d'Angély. År 2022 hade Cressé 225 invånare.

## Befolkningsutveckling
Antalet invånare i kommunen Cressé
Referens:INSEE